# Michaela Hönig

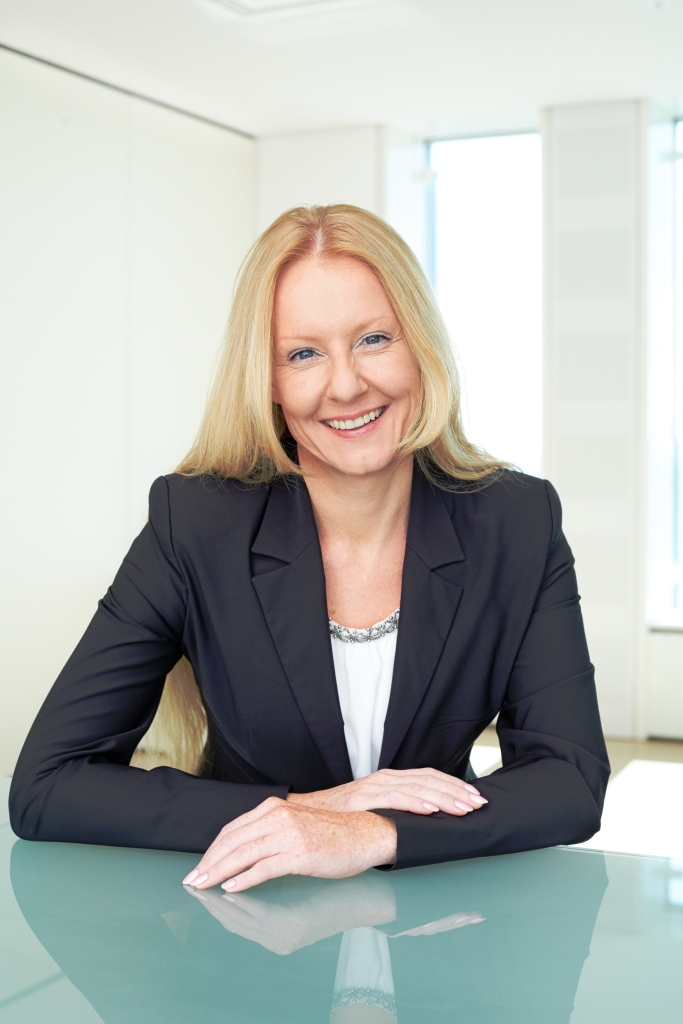
Michaela Hönig (2017)

Michaela Hönig (* 1974 in Limburg an der Lahn) ist eine deutsche Wirtschaftswissenschaftlerin und Lehrbeauftragte für Allgemeine Betriebswirtschaftslehre an der Frankfurt University of Applied Sciences.

## Leben
Hönig studierte an der Frankfurt School of Finance & Management und schloss als Bankbetriebswirtin und Bachelor of Finance ab. Im Anschluss erlangte sie den Master of Science an der EBS in Oestrich-Winkel. Michaela Hönig ist Absolventin der Goethe-Universität Frankfurt am Main, an der sie auch promovierte.
Von 2015 bis 2019 war Hönig Vertretungs-Professorin für Allgemeine Betriebswirtschaftslehre, insbesondere Finanzwirtschaft und Asset Management, an der Frankfurt University of Applied Sciences. Seither ist sie dort als Lehrbeauftragte tätig.
Neben ihrer Hochschultätigkeit ist Hönig noch als Direktorin bei der DekaBank in Frankfurt am Main beschäftigt.

## Forschung
Hönigs Forschungsschwerpunkt ist die Analyse von Kryptowährungen. 2018 leitete Hönig eine Studie, in der die Auswirkungen der Kryptowährung Bitcoin auf die Stabilität des Finanzmarktes untersucht wurden. 2019 stellte Hönig eine Studie zu Geschlechterrollen von Bankvorständen, ihren Werdegängen und deren Anlegerverhalten vor. Im Bereich digitaler Zahlungsmittel forscht Hönig zu den Gefahren des noch nicht existenten Zahlungsmittels Initiative Q. In der WDR-Dokumentation von 2022 über den OneCoin-Betrug trat Hönig als Sachverständige auf. Hönig betreut an der Frankfurt University of Applied Sciences eine Forschungsgruppe, die OneCoin-Aktivitäten von Nutzern auf Instagram, Facebook und dem Messengerdienst Telegram analysiert. Darüber hinaus leitete Hönig ein Untersuchungsprojekt zur Facebook-Währung Libra. Die Ergebnisse der Studie stellte Hönig im September 2019 im digitalen Ausschuss des Deutschen Bundestags vor. Seitdem fungiert Hönig bei Anhörungen des Deutschen Bundestags als Sachverständige zu diesem Thema.
Weitere Forschungsschwerpunkte von Hönig sind systemische Risiken im Finanzsektor, neue digitale Formen der Kapitalbeschaffung sowie die Tokenisierung von Vermögenswerten. Im Oktober 2022 war Hönig zu Gast bei dem Internet-Fernsehsender Der Aktionär TV, um über rentierliche Alternativen auf dem Kapitalmarkt in Zeiten hoher Inflation und hoher Zinssätze zu sprechen.

## Publikationen
- Michaela Hönig: Regulatory Impacts from the Financial Crisis on German Banks. In: Gustavo Piga (Hrsg.): The Restructuring of Banks and Financial Systems in the Euro Area and the Financing of SMEs. 2015, Palgrave Macmillan London, ISBN 978-1-137-51872-9[17]
- Michaela Hönig: ICO und Kryptowährungen: Neue digitale Formen der Kapitalbeschaffung. 2019, Springer Gabler Wiesbaden, ISBN 978-3-658-27687-4[18]